# رود هاريس
رود هاريس (بالإنجليزية: Rod Harris)‏ هو لاعب كرة القدم الكندية أمريكي، ولد في 14 نوفمبر 1966 في دالاس في الولايات المتحدة.

## وصلات خارجية
- رود هاريس على موقع مرجع كرة القدم المحترفة.كوم (الإنجليزية)